# Antti Tyrväinen (ishockeyspelare)
Antti Tyrväinen, född 3 april 1989 i  Seinäjoki, är en finländsk professionell ishockeyspelare som har spelat  för Färjestad BK i SHL. Nuvarande lag är Lahden Pelicans från Lahtis, Finland.

## Spelarkarriär
Tyrväinen har Kiekkoreipas som moderklubb. Han gick senare över till Pelicans juniororganisation. Säsongen 2008/2009 debuterade han för första gången för Pelicans i FM-ligan. Säsongen 2010/2011 noterades han för 23 poäng (varav 14 mål) på 52 spelade matcher i Pelicans och spelade 3 matcher för det 
finska hockeylandslaget i Euro Hockey Tour. 
15 juni 2011 skrev han på ett tvåårskontrakt med NHL-klubben Edmonton Oilers. Han spelade två säsonger i farmarlaget Oklahoma City Barons i American Hockey League. Inför säsongen 2013/2014 återvände han hem till Finland för spel i Jokerit. Påföljande säsong skrev han på ett kontrakt med finska Ilves. Under pågående säsong 2015/2016 stängdes Tyrväinen av i sammanlagt 9 matcher av det finska ishockeyförbundet efter att ha givit ut en otillåten huvudtackling på Kristian Kuusela i november 2015. Ilves beslutade tillsammans med Tyrväinen att bryta kontraktet efter incidenten. 
I december 2015 skrev Tyrväinen på ett kontrakt med Färjestad BK i SHL.